# Прибалтийски републики
Прибалтѝйски републики или Приба̀лтика (на естонски: Balti riigid, Baltimaad; на латвийски: Baltijas valstis; на литовски: Baltijos valstybės) е обобщаващото название, въведено най-напред в СССР, за бившите съветски републики край Балтийско море и настоящи независими държави членки на Европейския съюз – Литва, Латвия и Естония. Тогава към този регион са причислявали и Калининградска област на Русия.
Общата площ на региона е 175 000 km². Населява се от общо 6,2 млн. души.
Регионът е известен и като Балтийския тигър. Това се дължи на факта, че след 2000 г. трите държави имат най-висок икономически растеж в Европа – 7,5% за Литва, 11,2% за Естония и 11,9% за Латвия към 2006 г. Естония е член на Еврозоната от 2011 г., Латвия – от 2014 г., а Литва – от 2015 г.

## История
Трите балтийски страни дълго време тънат в неизвестност в резултат на своята географска изолираност спрямо останалата част от Европа или вследствие действията на мощните си съседи, които анексират териториите им само транзитно преминават през тях. Сред завоевателите на земите им са германците, шведите, руснаците и много други. Макар често да са наричани заедно „Прибалтийски републики“, всяка от трите държави има свои уникални език и култура. Все пак, като три малки държави в относително компактен регион, те имат и някои общи черти, включително здрави фолклорни традиции, много от които предшестват християнизирането на областта, което започва едва през 12 век и му отнема векове, за да се закрепи.
Естония и Латвия преминават през векове на балтийска немска аристокрация, която превръща местното селячество в крепостно такова. Литва се радва на кратък период на независимо разширение, а по-късно попада под силно полско влияние в областите на религията и политиката. В крайна сметка, и трите държави са покорени от царете на Руската империя. След Октомврийската революция за кратко получават независимост. В хода на Втората световна война са окупирани първо от Съветския съюз, после от Третия райх, а след края на войната общата им история продължава отново под господството на СССР. Съюзът се разпада през 1991 г., като Прибалтийските републики са първите, обявили независимостта си от него още в началото на 1990 г. Оттогава насам трите държави се радват на независимост. В днешно време те заемат ролята на северен мост между Запада и Изтока, а всяка от тях търпи период на икономическо развитие.

## Икономика
Икономически, успоредно с политическите промени и прехода към демокрация, бившите съветски централизирани икономики са преобразувани чрез законодателството в пазарни икономики и са съставени обновени макроикономически фактори: бюджетни закони, национални одити, национална валута и централни банки. За кратко време претърпява висока инфлация, високи нива на безработица, нисък икономически растеж и голям правителствен дълг. Все пак, инфлацията се забавя относително бързо до под 5% към 2000 г. Междувременно, икономиките се стабилизират и през 2004 г. всички те се присъединяват към Европейския съюз. С това се появяват и нови макроикономически изисквания – Маастрихтските критерии стават задължителни, а Пактът за стабилност и ръст поставят по-строги правила за националните законодателства.
В днешно време и трите държави се намират в Еврозоната. Те са класифицирани като страни с висок доход от Световната банка и поддържат висок Индекс на човешкото развитие. Освен това те са членки на Организацията за икономическо сътрудничество и развитие.
Естония приема еврото като валута през януари 2011 г., Латвия – през януари 2014 г., а Литва – през януари 2015 г.

## Регионално сътрудничество
По време на балтийската борба за независимост през 1989 – 1992 г. се развива лично приятелство между балтийските външни министри и скандинавските им колеги. Това довежда до учредяването на Съвет на балтийските държави през 1992 г. В периода 1994 – 2004 г. е образувана област на свободна търговия между трите балтийски страни с цел подготвянето им за включване в Европейския съюз.
В днешно време, правителствата на Прибалтийските държави си кооперират по множество начини. На 8 ноември 1991 г. е основана Балтийската асамблея, включваща от 15 до 20 министри от всеки парламент, която има за цел да улеснява междуправителственото сътрудничество. В сравнение с други регионални групи в Европа (например Вишеградската група и Северния съвет), Балтийското сътрудничество е по-скоро ограничено. Възможно обяснение за това е кратката история на суверенитет и страхът от поредната му загуба. Освен това в Естония се наблюдават опити за конструирането на скандинавска идентичност, вместо балтийска такава.

## Култура

### Етнически групи
Естонците са угро-фински народ като съседните финландци. Латвийците и литовците са лингвистично и културно свързани, бидейки от групата на балтите. Народите в Прибалтика населяват източните брегове на Балтийско море от поне хиляда години, макар не особено миролюбиво в миналото. Все пак, популациите им са се задържали сравнително стабилни, докато различни народи със своите обичаи и традиции са въвеждали различни културни черти сред рях.
Населението на Балтийските държави принадлежи на различни християнски деноминации, което е отражение на историческите обстоятелства. Както западно, така и източно християнство са въведени по тези земи до края на първото хилядолетие. Текущото разделение между лутеранство на север и католицизъм на юг е остатък от хегемониите съответно на Шведската империя и на Жечпосполита. Православието остава преобладаващата религия сред източнославянското малцинство.
В исторически план, Прибалтийските републики са попадали в най-различни сфери на влияние – от датско, през шведско и полско-литовско до германско и руско. Днес те са населявани от значително славянско малцинство: в Латвия 33% (включително 25,4% руснаци, 3,3% беларуси, 2,2% украинци и 2,1% поляци), в Естония 27,6% и в Литва 12,2% (включително 5,6% поляци и 4,5% руснаци).
Съветският съюз провежда политика на русификация, поощрявайки руснаци и други рускоговорещи народи да се заселят в Прибалтийските републики. Тъй като Прибалтика е окупирана от Съветския съюз по-късно от други територии, в района съществува силно чувство на национална идентичност (често наричана „буржоазен национализъм“ от съветската власт) и всеобщо възмущение срещу наложената съветска власт в трите държави, която включва културна политика на повърхностен мултикултурализъм (на практика русификация) и строг контрол от страна на комунистическата партия. Това само кара естонците, латвийците и литовците да запазят висока степен на европейско ориентирана национална идентичност.

### Езици
Езиците на Прибалтика принадлежат на две доста различни езикови семейства. Латвийският език и литовският език са част от индоевропейските езици и са единствените оцелели от балтийската езикова група. Естонският език, от друга страна, е балто-фински език, който е по-сходен с финландския.
Освен местните езици, немският език е преобладаващ на територията на Естония и Латвия в академичния и професионалния живот от 13 век до Първата световна война. Полският има подобна функция в Литва. Множество заемки от шведски са се внедрили в естонския език. Именно по време на шведското управление през 17 век са основани първите училища в страната. В днешно време шведският все още се говори в страната от естонските шведи, които населяват северните естонски острови (макар много от тях да напускат страната след съветската окупация).
По време на съветската власт, най-изучаваният чужд език в Прибалтика е руският. Руските заселници не са поощрявани или мотивирани да изучават официалните местни езици, така че владеенето на руски на практика става необходимост в ежедневния живот. И до днешно време по-голямата част от населението на Прибалтика владее много добре руски, особено тези, които са живели по съветско време. Въпросът по асимилацията на останалите руснаци в Прибалтика след края на съветското управление е голям фактор в социалните и дипломатическите дела на страните.